# Bistra Mureșului
Bistra Mureșului – wieś w Rumunii, w okręgu Marusza, w gminie Deda. W 2011 roku liczyła 1015 mieszkańców.